# Gerhard Jobst
Gerhard Jobst (* 16. April 1888 in Berlin; † 26. Januar 1963 ebenda) war ein deutscher Architekt, Stadtplaner und Hochschullehrer.

## Leben
Jobst studierte Architektur und wurde als Regierungsbaumeister zum Dr.-Ing. promoviert. Gemeinsam mit Peter Behrens, Hermann Muthesius und Friedrich Paulsen gründete er 1917 die „Hochbaunormung Brandenburg“, einen der Vorläufer des Deutschen Normenausschusses für den Bereich Hochbau. Zusammen mit Waldemar Kuhn und Gustav Langen gab er ab 1918 für den Deutschen Bund Heimatschutz das Siedlungswerk heraus, eine fachwissenschaftliche Reihe über Siedlungsforschung und Siedlungsbau.
1919 wurde er Privatdozent für Siedlungswesen in der Abteilung I für Architektur (ab 1922 Abteilung Architektur der Fakultat II Bauwesen) der Technischen Hochschule zu Berlin. Von 1922 bis 1928 war er dort beurlaubt, um als Stadtbaurat (Hoofd-Ingenieur) in Batavia in Niederländisch-Indien zu wirken.
Ab 1928 arbeitete er als Stadtbaurat in Kassel. Unter Beibehaltung historischer Baufluchten begann er in der Kasseler Altstadt mit Planungen zur „Auslichtung“ der Baublöcke. In Überarbeitung eines ersten Entwurfs des Kasseler Baurats Ernst Rothe entstand 1930 nach seinen Plänen das Hallenbad Ost in Formen der Neuen Sachlichkeit. Auch initiierte er den Bau der Rothenbergsiedlung, deren Zeilenbauten zwischen 1929 und 1931 nach Plänen von Otto Haesler errichtet wurden. Zwischen 1933 und 1936 plante er den „Freiheiter Durchbruch“ am Kasseler Altmarkt.

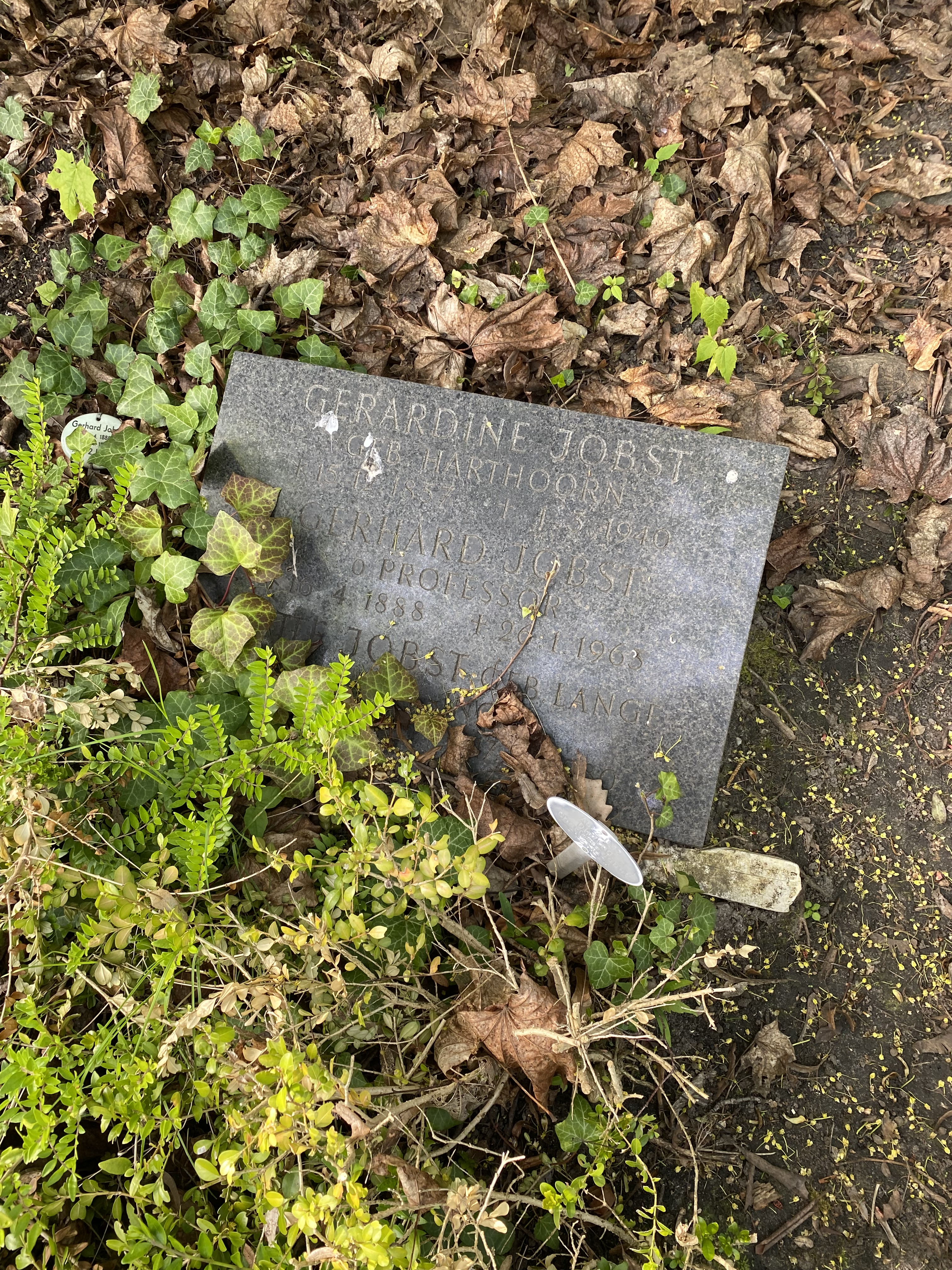
Grabstätte auf dem Friedhof Zehlendorf

Zum 1. Mai 1937 trat Jobst der NSDAP bei (Mitgliedsnummer 4.909.706). Dann kehrte er nach Berlin zurück, um am 16. September 1939 als ordentlicher Professor für Städtebau und Siedlungswesen in der Fachabteilung für Architektur an der Fakultät II für Bauwesen (ab Wintersemester 1942/43 Fakultät II A für Architektur) an der Technischen Hochschule zu Berlin die Nachfolge von Hermann Jansen anzutreten. Außerdem wurde er 1942 als Nachfolger von Gottfried Feder zum Leiter der Hochschulgemeinschaft für Raumforschung an der Technischen Hochschule zu Berlin ernannt. 1943/1944 war er auch ständiger Berater des Arbeitsstabes für den Wiederaufbau bombenzerstörter Städte. Jobst wurde 1945 im Zuge der Entnazifizierung aus dem Lehramt entfernt.
Zum 1. April 1949 wurde Jobst wieder zum Ordinarius für Städtebau und Siedlungswesen eingesetzt, nunmehr an der Fakultät III für Architektur der Technischen Universität Berlin. Dagegen hatte sich Hans Scharoun erfolglos beim Rektor beschwert. Jobst versah sein Lehramt bis zu seiner Emeritierung am 30. September 1953. Als Nachfolger berief die Technische Universität 1953 Werner March. Unter Leitung von Jobst wurde 1949 das Zentralinstitut für Städtebau an der Technischen Universität Berlin gegründet, einer von den Fakultäten für Architektur und Bauingenieurwesen gemeinsam getragenen Einrichtung zur Vermittlung zwischen Praxis und Wissenschaft und zur Nachwuchsförderung im Bereich Städtebau. Zusammen mit Wilhelm Schwenke (1878–1957) war er dessen Direktor.
Gemeinsam mit Willy Kreuer erhielt er den 1. Preis des im Juni 1953 ausgeschriebenen Interbau-Wettbewerbs für das Hansaviertel in Berlin. Nach den Entwürfen von Gerhard Jobst, Willy Kreuer, Hartmut Wille und Fritz Bornemann entstand ab 1952/1953, eingeweiht am 17. September 1954, die Amerika-Gedenkbibliothek.
Gerhard Jobst war Mitglied des Architektenvereins zu Berlin. Seine Grabstätte befindet sich auf dem Friedhof Zehlendorf (Feld 001-402).

## Ehrungen
- 1958: Ehrensenator der Technischen Universität Berlin
- 1958: Cornelius-Gurlitt-Denkmünze
- 1962: Große Verdienstkreuz des Verdienstordens der Bundesrepublik Deutschland
- DIN-Ehrenring

## Schriften
- mit Gustav Langen: Die halbländische Vorstadt-Siedlung. Callwey, München 1918.
- Die baulichen Einzelheiten des Kleinhauses. Callwey, München 1919.
- mit Paul Fischer: Ländliches Bauwesen. 1920 (mehrere Auflagen bis 1949).
- Musterpläne für ländliche und städtische Kleinhäuser. Deutscher Bund Heimatschutz, Callwey, München 1921 (= Siedlungswerk, Band XVI).
- Kleinwohnungsbau in Holland. W. Ernst & Sohn, Berlin 1922.
- Städtebauliches von Batavia. In: Der Neubau. Halbmonatsschrift für Baukunst, VI. Jahrgang, Heft 24 (24. Dezember 1924).
- Ausstellungsbauten in Batavia. In: Bauwelt, 1925, Heft 48, S. 1 ff.
- Die Sanierung der Altstadt in Kassel. In: Städtebau, 1933, S. 569–573.
- Planmäßig wachsende Bebauung. In: Zentralblatt der Bauverwaltung. Nr. 39, 1934, S. 576–580 (bg.polsl.pl [PDF]).
- Der Freiheiter Durchbruch in Kassel. In: Zentralblatt der Bauverwaltung. Nr. 9999, 1936, S. 518 ff.
- Leitsätze für städtebauliche Gestaltung. Archiv für Städtebau und Landesplanung, Ernst Wasmuth, Tübingen 1949.